# Gyöngyös tejelőgomba
A gyöngyös tejelőgomba (Lactarius circellatus) a galambgombafélék családjába tartozó, Eurázsiában, Észak-Amerikában és Észak-Afrikában honos, gyertyán alatt található, nem ehető gombafaj.

## Megjelenése
A gyöngyös tejelőgomba kalapja 5-10 cm átmérőjű, alakja kezdetben domború, de középen hamar bemélyedhet, majd kiterül. A széle sokáig begöngyölt marad. Felszíne merev, ráncos, nedvesen síkos. Színe szürke vagy füstszürke, néha barnás árnyalattal; körkörösen barnásszürkésen zónázott.
Húsa vastag, merev, színe fehéres vagy világosszürke. Sérülésre fehér tejnedvet ereszt, melynek színe nem változik. Íze csípős, szaga kissé gyümölcsös, fűszeres. 
Sűrű állású lemezei tönkhöz nőttek; féllemezei egészen rövidek. Fiatalon krémszínűek, később okkeres-rózsaszínes lesz.
Tönkje 2,5-4,5 cm magas és 0,8-2,4 cm vastag. Alakja hengeres, belül üreges. Felszíne sima, színe szürke vagy szürkésokker, a lemezeknél valamivel sötétebb.
Spórapora krémszínű. Spórája közel gömbölyű vagy széles ellipszoid, felszínén csíkos mintázatba rendeződött tüskék láthatóak, mérete 7-8 x 5,5-6,5 µm.

### Hasonló fajok
Nagyon hasonlít rá a mogyoró alatt növő mogyoró-tejelőgomba, melynek lemezei sárgás színűek és kevésbé sűrűek, kalapja inkább barna. Összetéveszthető még a bükkhöz kötött, fehéres lemezű zöldes tejelőgombával vagy a fakószélű tejelőgombával is. 

## Elterjedése és termőhelye
Eurázsiában, Észak-Afrikában és Észak-Amerikában honos. 
Lomberdőben él, gyertyánnal alkot mikorrhizát (gyökérkapcsoltságot). Júniustól októberig terem. 

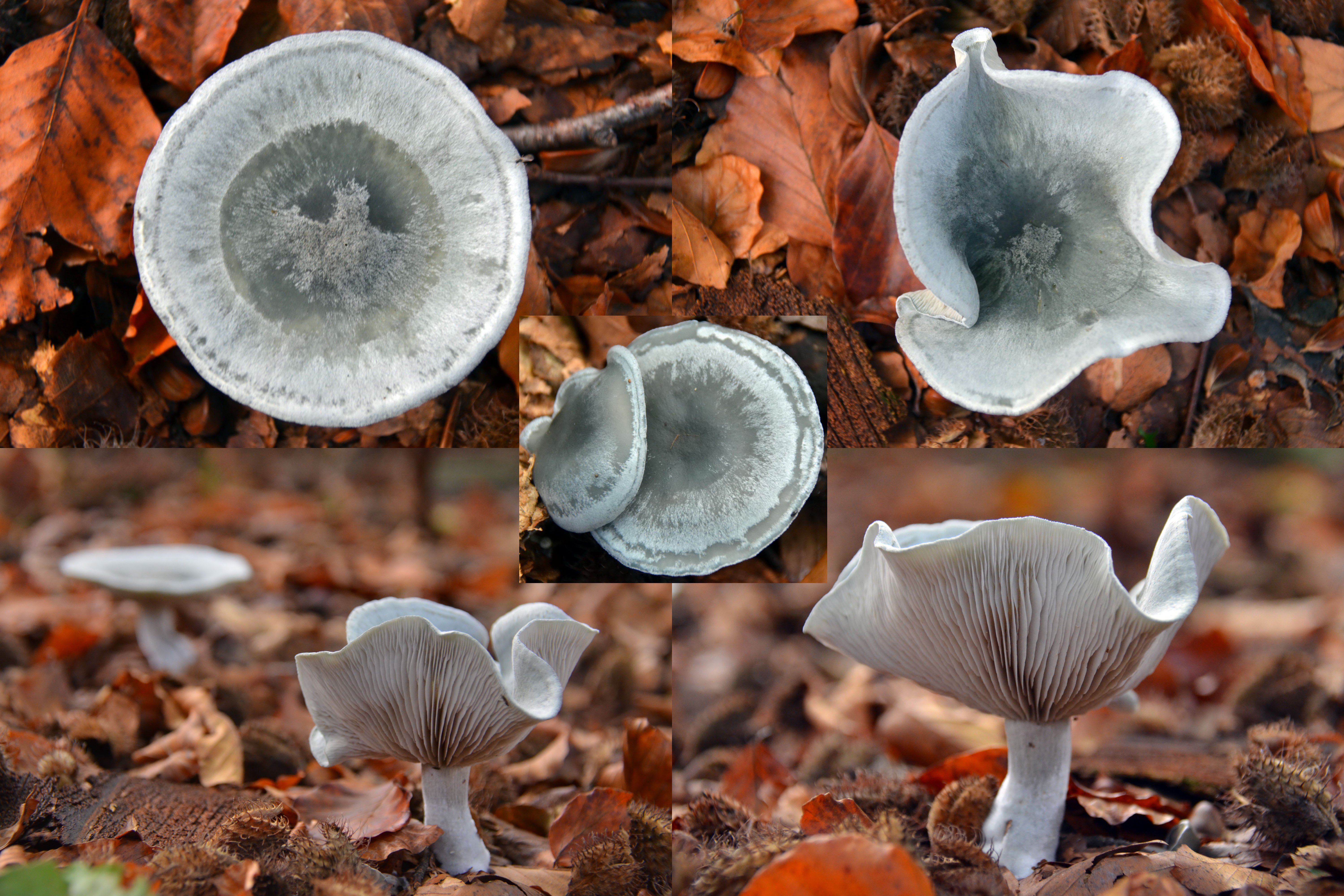
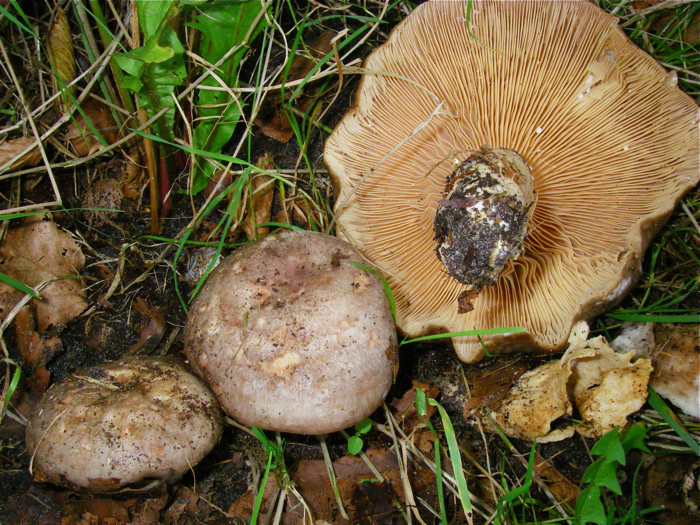
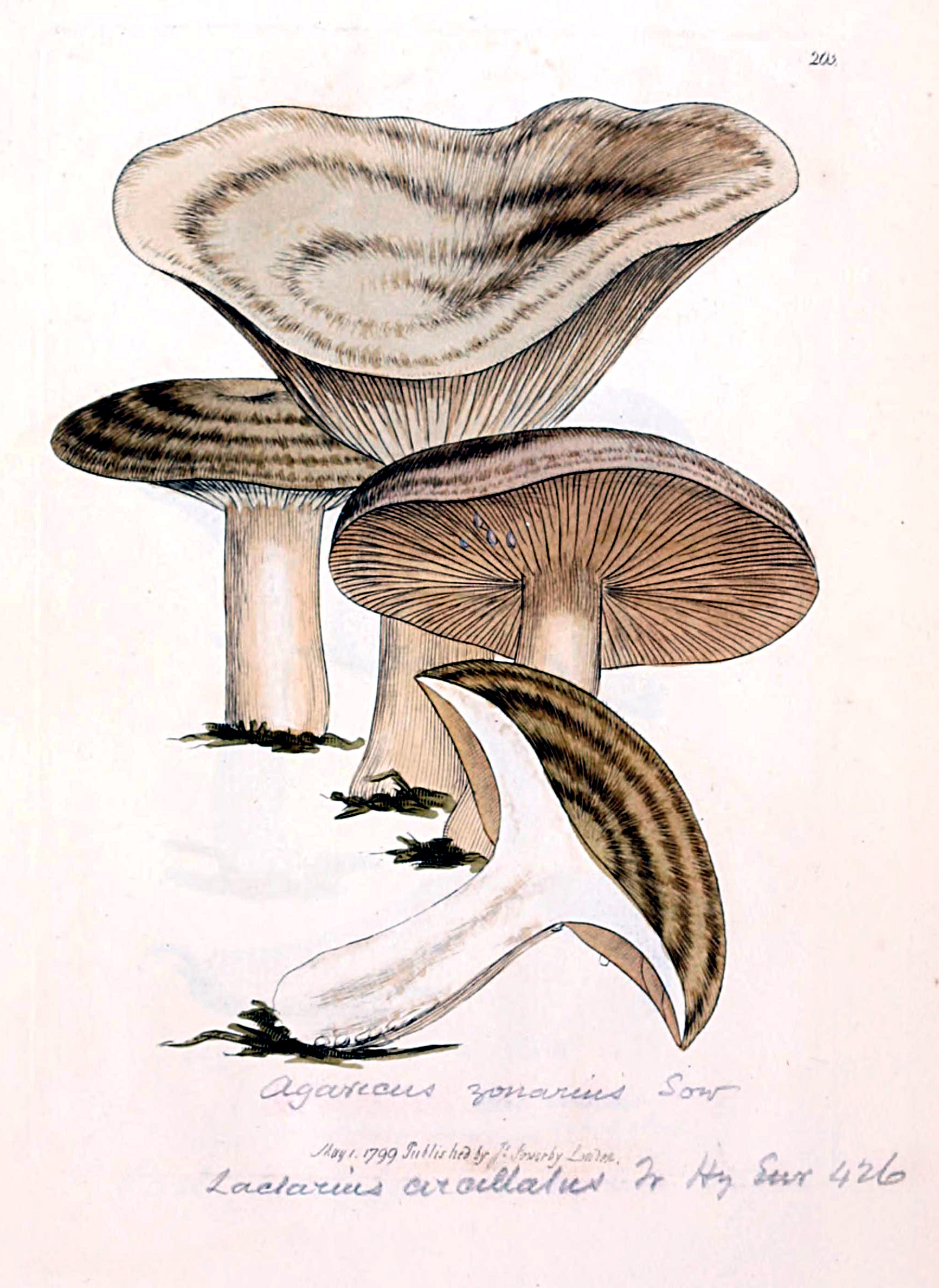
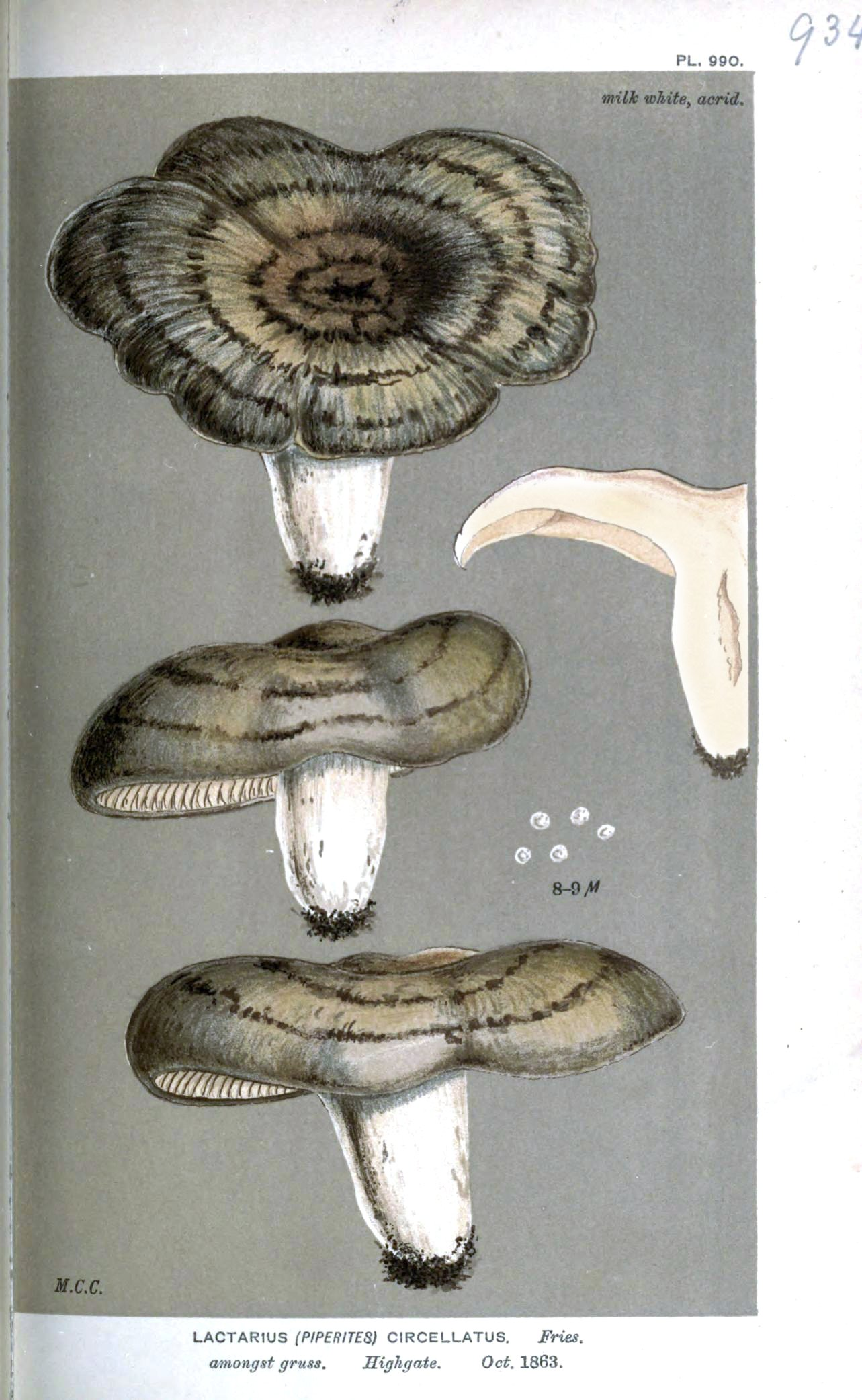

Nem ehető.